# Сиа (певица)
Си́а Кейт Изобе́ль Фёрлер (англ. Sia Kate Isobelle Furler, род. 18 декабря 1975, Аделаида, Южная Австралия, Австралия), известная как Сиа (англ. Sia, ˈsiːə) — австралийская певица и автор песен в стиле эмоциональный джаз и поп, а также актриса и режиссёр. Первый её альбом вышел в 1997 году, но коммерческий успех был связан с альбомом 2008 года Some People Have Real Problems. В 2010 году Сиа получила шесть номинаций на ARIA Music Awards и победила в номинациях «лучший независимый альбом», «лучший поп-альбом» и «лучшее видео». В 2014 году песня «Chandelier» получила четыре номинации на «Грэмми» в категориях «Запись года», «Песня года», «Лучшее сольное поп-исполнение», «Лучшее музыкальное видео».

## Биография

### 1975—1995: ранние годы и начало карьеры
Сиа родилась 18 декабря 1975 года и выросла в Аделаиде, Южная Австралия. Её отец Фил Б. Колсон был музыкантом в различных группах. Её мать Лоэн Фёрлер была певицей, автором песен и музыкантом. Родители были членами рокабилли-коллектива The Soda Jerx.

### 1996—2000: Crisp andOnlySee
В Аделаиде Сиа состояла в инди-рок-группе Crisp, выпустившей два коммерчески неуспешных альбома Word and the Deal и Delirium, но переехала в 1997 году в Великобританию, чтобы начать заниматься сольной музыкальной карьерой. В Лондоне она начала сотрудничать с электронным дуэтом Zero 7 и с группой Jamiroquai в качестве приглашённой вокалистки и выпустила первый, не замеченный критиками инди-альбом OnlySee.

### 2000—2007:Healing Is DifficultиColour the Small One
В 2000 году Сиа заключила контракт с дочерним лейблом Sony Music под названием Dance Pool и выпустила первый полноценный альбом Healing Is Difficult, сочетающий в себе смешение ритм-н-блюза и джаза. Сингл «Taken for Granted», содержащий проигрыш из балета Сергея Прокофьева «Ромео и Джульетта», даже добрался до 10-й позиции в британском чарте. Несмотря на успех и на благоприятные отзывы критиков, называвшие её новой Нелли Фуртадо, у певицы возник конфликт с лейблом, и она перешла на дочерний лейбл Universal под названием Go! Beat Records.
В 2003 году вышел мини-альбом Don’t Bring Me Down, который вылился в даунтемпо-альбом Colour the Small One 2004 года. Звучание сочетало акустические инструменты и обработанный вокал. Песня «The Bully» была записана с известным американским артистом Беком. Альбом содержит самую популярную в карьере Сии композицию «Breathe Me», а также «Where I Belong», предполагавшуюся к использованию в саундтреке к фильму «Человек-паук 2», для чего была снята даже обложка для сингла, где Сиа одета в платье расцветки Спайдер-мена, но очередной конфликт с лейблом не позволил этого сделать. В 2005 году Сиа записала со старой знакомой австралийской певицей Кэти Нунан (Katie Noonan) композицию «Sweet One», которая до сих пор не выпущена. В 2006 году в рамках трибьюта Radiohead Exit Music: Songs with Radio Heads Сиа перепела «Paranoid Android».
В 2004 году Сиа снялась в фильме «Джим с Пиккадилли». Она исполняла роль певицы в нью-йоркском баре.
Вопреки слабому продвижению альбома лейблом, «Breathe Me» сначала использовали в сериале «Клиент всегда мёртв», потом при трансляции показа коллекции Victoria’s Secret, затем права на продвижение сингла (а с ним и альбома) в США были выкуплены рекорд-компанией Astralwerks, организовавшей для Сии турне по США в 2006 году. Композиция была использована для рекламы сети австралийских магазинов во время Пекинских Олимпийских игр и в трейлере игры «Принц Персии».

### 2007—2009: Zero 7,Lady CroissantиSome People Have Real Problems

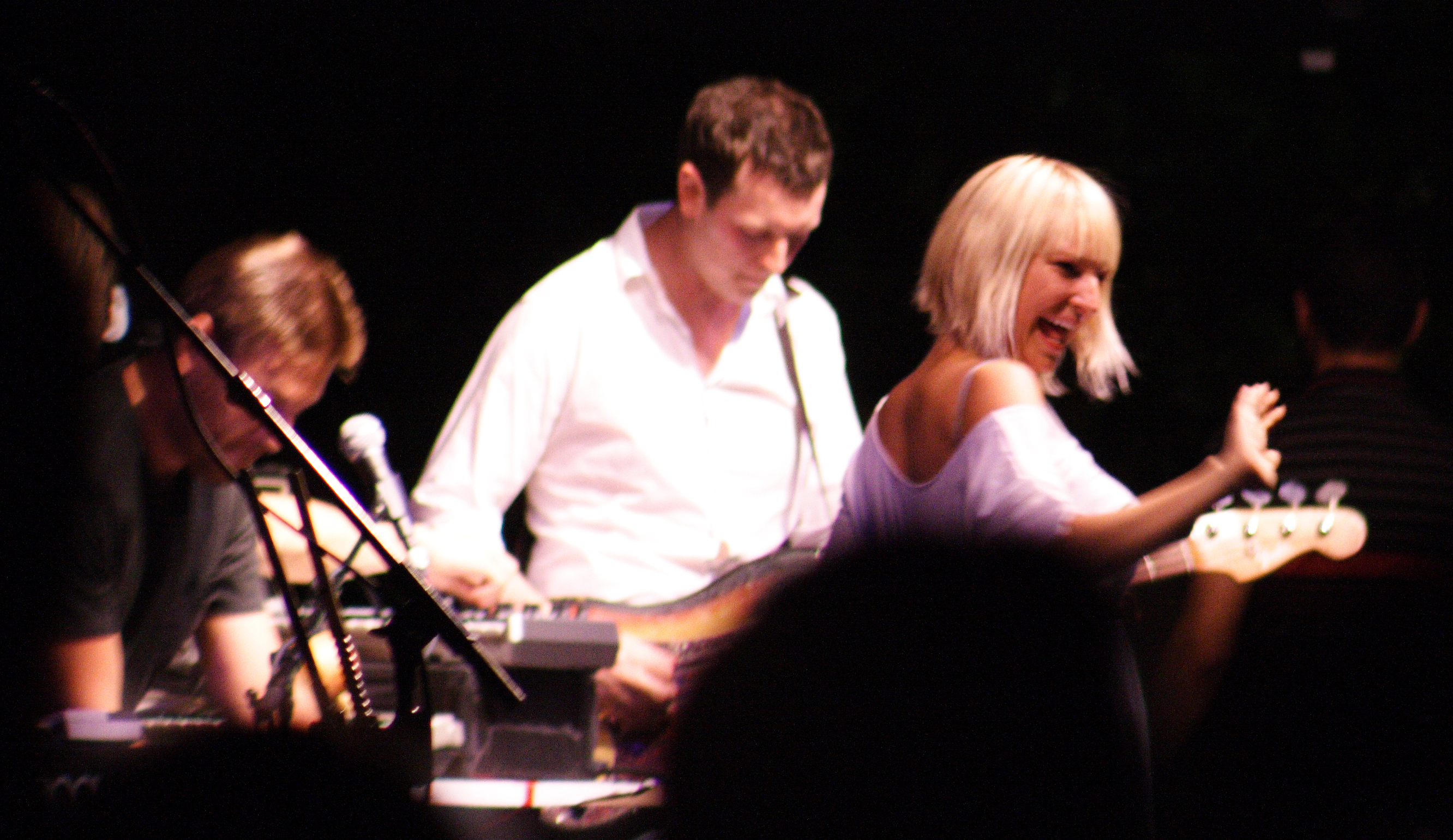
Тур в поддержку Zero 7

В это время Сиа плотно сотрудничает с электронным дуэтом Zero 7. Её вокал появляется на трёх альбомах в песнях «Destiny», «Distractions», «Somersault», «Speed Dial No. 2», «Throw it All Away», «You’re My Flame», «Dreaming».
В 2007 году Сиа выпускает в США концертный мини-альбом Lady Croissant с единственной студийной композицией «Pictures». Следом за ним на набирающем в то время силу интернет-магазине iTunes появляется эксклюзивный мини-альбом Day Too Soon, песни с которого в 2008 году выходят на виниле под названием Some People Have Real Problems. Сию стали часто приглашать на телевидение, в том числе и на популярное шоу «Джимми Киммел в прямом эфире», в заставке которого два года использовалась ремикс на её «Breathe Me». Кавер на композицию 1981 года «I Go to Sleep» Рея Дэвиса для The Pretenders использовался во многих заставках американских телешоу, рекламы. Для саундтрека фильма «Секс в большом городе» Сиа записала кавер «How Deep Is Your Love» на Bee Gees, названный «The Bird and the Bee». С музыкантом Lior Сиа записала композицию «I’ll Forget You». Для «Flight of the Conchords» Сиа дала вокал на песни «Carol Brown» и «You Don’t Have to Be a Prostitute», с шведским певцом Peter Jöback она перепела песню Криса Айзека «Wicked Game», а c Fatboy Slim сотрудничала для песни «Never So Big». Во время одного живого выступления Сиа исполнила кавер на песню Бритни Спирс «Gimme More».

### 2010—2013:We Are Bornи всемирное признание

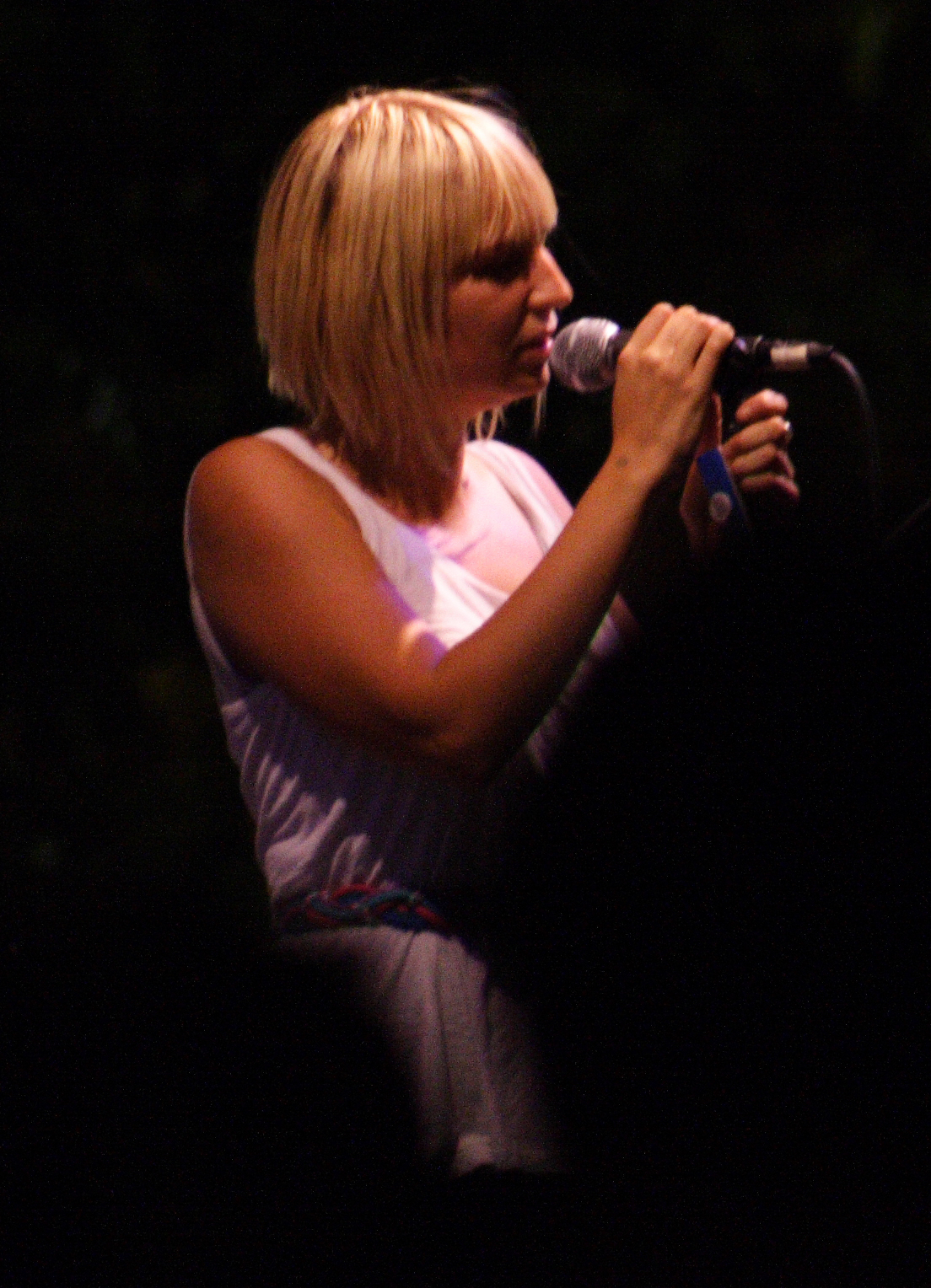
Сиа Ферлер на концерте в 2007 году

В 2010 году Сиа со своим басистом Сэмуэлем Диксоном записала 4 песни для альбома Кристины Агилеры Bionic: «I Am», «All I Need», «You Lost Me», «Stronger Than Ever». Сиа назвала эти песни, отличающиеся по мелодичному звучанию от всего электронного альбома, «красивыми», а Кристина считает их «сердцем всей пластинки».
В июне 2010 Сиа выпустила обещанный пятый альбом We Are Born. Композиция «You’ve Changed» стала самым продаваемым синглом Сии, поскольку была включена в саундтрек сериала «Дневники вампира».
Кавер на песню группы The Church «Under the Milky Way» использован в рекламе автомобиля класса «люкс» Lincoln MKT, а в январе 2010 года состоялся релиз этой песни на iTunes.
Специально для экранизации третьей части популярной серии романов «Сумерки» Сиа сочинила балладу «My Love», использованную в сцене, где Эдвард дарит Белле кольцо.
В 2011 году Сиа записала совместную песню «Titanium» c французским диджеем Давидом Гетта, которая стала самым успешным синглом последнего за всю историю его музыки. Сингл возглавил чарты в пяти странах мира, в том числе в Великобритании. Вслед за этой совместной работой идёт новое сотрудничество с американским рэпером Флоу Райдой над песней «Wild Ones», вошедшей в одноимённый альбом рэпера. В семи странах мира композиция «Wild Ones» возглавила чарты. В 2012 году Сиа повторно взялась за совместную работу с Давидом Гетта. Песня «She Wolf (Falling to Pieces)» вошла в переиздание альбома Давида Nothing but the Beat.
Самым крупным хитом, написанным Сией для другого поп-исполнителя, является песня «Diamonds» в исполнении барбадосской певицы Рианны, которая вошла в её седьмой студийный альбом. Песня возглавила хит-парады более чем в 20 странах мира.
В феврале 2012 года Сиа заявила на своей страничке в Твиттере об уходе. Она сообщила, что устала быть в центре внимания. Ей хочется жить той жизнью, которой она жила раньше. Она прекращает записывать песни, давать концерты и интервью. Она хочет просто писать музыку для других исполнителей. Но спустя два месяца Сиа сообщила в Твиттере, что временно приостановила работу над чужими альбомами и вместе с продюсером её предыдущего альбома Грегом Кёрстином записывает новый альбом. Но без концертной раскрутки, рекламы и интервью.

### 2013—2014:1000 Forms of Fear
25 апреля 2013 года состоялся релиз новой песни Сии «Kill and Run», записанной в качестве саундтрека для нового фильма База Лурмана «Великий Гэтсби».
12 июля 2013 года в Твиттере Бритни Спирс заявила, что пишет песню в соавторстве с Сией. В написании также участвовал американский рэпер will.i.am. Песня «Perfume» вошла в восьмой студийный альбом Бритни Britney Jean, в который также входит песня «Passenger», написанная в соавторстве с Сией.
17 июня на австралийской ежегодной церемонии APRA Awards Сиа победила в номинации «Автор песен года», а также получила награду за написанную песню «I Love It» хип-хоп-группе Hilltop Hoods, которая также сопровождалась её вокалом.
28 июля в Твиттере Сиа сообщила, что её новый альбом выйдет в сентябре. Но 6 сентября она заявила, что готовит новый саундтрек, который выйдет в ноябре и, возможно, релиз её альбома перенесётся на март следующего года. 12 сентября Сиа это подтвердила.
Сиа также сотрудничала с канадской певицей Селин Дион. Релиз песни под названием «Loved Me Back to Life» состоялся 3 сентября, которая позже вошла в одноимённый одиннадцатый англоязычный альбом Дион. Также Сиа написала композицию «Double Rainbow» для третьего студийного альбома американской певицы Кэти Перри.
30 сентября состоялся релиз новой песни Сии «Elastic Heart» в сотрудничестве с канадским исполнителем The Weeknd и диджеем Diplo. Песня представлена в качестве саундтрека к новому фильму Френсиса Лоуренса «Голодные игры: И вспыхнет пламя», релиз которого состоялся 21 ноября 2013 года. Также для этого фильма Сиа написала песню «We Remain», исполнителем которой стала американская певица Кристина Агилера.
Вокал Сии был использован в песне «Beautiful Pain» американского рэпера Эминема. Данная композиция вошла в итоге в восьмой студийный альбом музыканта The Marshall Mathers LP 2, вышедший в ноябре 2013 года.
Для дебютного студийного альбома американской актрисы и певицы Лии Мишель Сиа также написала четыре новые песни, в том числе успешный сингл «Cannonball». Релиз трека состоялся 10 декабря.
13 декабря состоялся релиз пятого студийного альбома американской певицы Бейонсе, в который вошла песня «Pretty Hurts», написанная Сией.
Сиа также записала дуэт с бруклинский группой Creep, в состав которой входят диджеи Lauren Dillard и Lauren Flax. Песня под названием «Dim the Lights» уже не первая в сотрудничестве Сии и Creep. Их первой работой стала песня «You’ve Changed» 2009 года, после чего Сиа перезаписала эту песню и она вошла в пятый по счёту её студийный альбом «We Are Born».
27 декабря 2013 состоялся релиз новой песни Сии «Battle Cry» в сотрудничестве с американской хип-хоп-исполнительницей Энджел Хейз. 14 февраля 2014 на YouTube был представлен официальный видеоклип.
11 марта Сиа поделилась со своими поклонниками изображением с её знаменитой причёской, ставшей впоследствии её «визитной карточкой», и надписью «3.17.14: Скоро!». 14 марта певица опубликовала на своём канале YouTube 11-секундный трейлер к новому синглу «Chandelier». Песня, вышедшая 17 марта, стала первой в поддержку будущего шестого студийного альбома Сии. 8 апреля певицей было представлено лирик-видео к синглу. 1 мая Сиа поделилась 49-секундным тизером к предстоящему клипу с молодой американской актрисой и танцовщицей Мэдди Зиглер в главной роли. 6 мая примерно в половине седьмого на официальном YouTube-канале Сии состоялся релиз официального музыкального видео на песню «Chandelier». Клип стал настоящей сенсацией. После неожиданного успеха Сиа вместе с Мэдди стали гостьями шоу Эллен Дедженерес, на котором был воспроизведён весь клип, в то время как Сиа пела вживую, отвернувшись к стене. Она также исполнила этот хит на шоу «Поздней ночью с Сетом Майерсом», лёжа на кровати и уткнувшись в подушку, в то время как всеобщее внимание было сконцентрировано на танцующей американской актрисе Лине Данэм.

Хореография, за которую в клипах и сценическом шоу отвечает Райан Хеффингтон, стала революцией для всей философии поп-зрелища. Когда Мэдди Зиглер показала эти рваные, бессвязные движения в клипе «Chandelier», всё, за что мы любили танцы Мадонны и Майкла Джексона, окончательно стало каменным веком. Райан Хеффингтон, словно ластиком, стёр все каноны эстрадного танца, всю эту вымученную синхронность и псевдоэротизм. Вместо этого персонажи шоу предлагают зрителю своего рода «пластические эмодзи», в их последовательности нет ни истории, ни настроения. Только броские моментальные снимки сильных переживаний — гримасы, пощёчины, клоунские микрогэги.
14 марта состоялся релиз двенадцатого студийного альбома австралийской певицы Кайли Миноуг Kiss Me Once. Сиа стала автором двух песен с пластинки, а также исполнительным продюсером всего альбома.
7 апреля состоялась премьера песни «We Are One (Ole Ola)», которая была записана Питбулем, Дженнифер Лопес и Клаудией Лейтте. Композиция была написана Сией в соавторстве с множеством других композиторов и продюсеров, в том числе с RedOne. Песня «We Are One (Ole Ola)» является официальным гимном Чемпионата мира по футболу 2014.
18 апреля стало известно название предстоящего шестого сольного альбома Сии — 1000 Forms of Fear. Об этом она сообщила в обширном интервью американской газете The New York Times. Стали также известны названия некоторых песен с альбома, такие как «Eye of the Needle», «Fire Meets Gasoline» и «Cellophane».
14 мая Сиа объявила детали предстоящего альбома, стал известен список композиций. В альбом вошла песня «Hostage», исполняемая ей во время гастролей по Европе, а также сольная версия песни «Elastic Heart».
2 июня состоялся релиз первого промосингла «Eye of the Needle» с предстоящего альбома 1000 Forms of Fear. 25 июня состоялся релиз второго полноценного сингла «Big Girls Cry» в поддержку предстоящего альбома 1000 Forms of Fear.
3 июля 2014 года Сиа при поддержке танцоров выступила на шоу Джимми Киммела, где спела три песни: «Chandelier», «Big Girls Cry» и «Elastic Heart». На программе певица и её группа появились с раскрашенными в стиле клоунов лицами. После выступления певица раздала автографы всем желающим, при этом уже не скрывая своего лица.
8 июля состоялась всемирная премьера шестого студийного альбома Сии 1000 Forms of Fear. Альбом возглавил более 20 чартов мира, в том числе и в Соединённых Штатах.
На престижной премии MTV Video Music Awards Сиа была представлена в двух номинациях за лучший клип года («Chandelier») и лучшее видео с подтекстом («Battle Cry») американской рэп-исполнительницы Angel Haze при участии Сии. А также номинация за лучшую хореографию клипа «Chandelier», которую оценивало жюри.
Стало также известно, что Сиа выступила в качестве соавтора для предстоящего пятого студийного альбома американской группы Maroon 5 в песне «My Heart Is Open», которую группа исполнила вместе с американской певицей Гвен Стефани. Релиз состоялся 29 августа.
25 августа состоялся релиз совместной композиции Эминема и Сии «Guts Over Fear». Трек является главным синглом в поддержку предстоящего сборника хитов Эминема «Shady XV», а также стал главным саундтреком для остросюжетного боевика Антуана Фукуа «Великий уравнитель». Релиз сборника состоялся 24 ноября 2014 года.
18 сентября 2014 года режиссёр клипа «Chandelier» Дэниел Аскилл опубликовал на своей странице в Instagram фото кинематографической хлопушки с подписью «Big girls cry», что говорит о предстоящем видеоклипе Сии на второй сингл с последнего альбома 1000 Forms of Fear. Более того за день до сообщения актриса Гара Кларк написала на своей странице в Твиттере о завершении работы над видеоклипом вместе с Мэдди Зиглер, но вскоре сообщение было удалено. Но официального подтверждения сама Сиа не дала.
Также Сиа стала сопродюсером одноимённого альбома колумбийской певицы Шакиры, выпущенного в 2014 году.
Сиа вместе с новозеландской певицей Лорд и тринидадской хип-хоп-исполнительницей Ники Минаж приготовила саундтрек для предстоящей серии «Голодных игр» «Голодные игры. Сойка-пересмешница. Часть I». Дата релиза неизвестна.
Для 3 эпизода 18 сезона мультфильма «Южный парк» Сиа исполнила короткую песню-пародию о новозеландской певице Лорд. По сюжету Лорд — это 45-летний мужик-геолог (Рэнди Марш).
Неожиданной новостью стали слухи об участии Сии в записи предстоящего альбома Давида Гетты «Listen». Ведь сама Сиа не раз утверждала, что электроника — это не её, а предыдущие сотрудничества — случайность. Вскоре новость была подтверждена. Совместная композиция называется «The Whisperer», релиз состоялся в день выхода альбома — 9 ноября 2014 года.
22 октября 2014 состоялась премьера саундтрека Сии для музыкального комедийно-драматического фильма Уилла Глака «Энни», снятому по сюжету бордвейского мюзикла 1977 года. А песня в исполнении Сии под названием «You’re Never Fully Dressed Without a Smile» является кавером на саундтрек к тому же мюзиклу 1977 года. В тот же день на YouTube-канале этого фильма было опубликовано официальное видео к композиции, в сюжете которого пять девочек из фильма бегали по улицам Нью-Йорка и дарили улыбку окружающим.
Стало известно[когда?], что Шакира запишет песню «Try Everything» для мультфильма «Зверополис» в 2016 году, автором песни стала Сиа при участии Stargate.
В 2015 написала две песни «Boy Problems» и «Making the Most of the Night» для третьего студийного альбома Карли Рэй Джепсен Emotion, релиз которого состоялся 21 августа в Северной Америке. В конце сентября 2015 года вышла новая песня Сии под названием «Alive», а в апреле 2016 — сингл и видеоклип «Déjà Vu», написанный в сотрудничестве с пионером электронной музыки Джорджо Мородером и вошедший в его одноимённый альбом.

### 2015—2017:This is acting

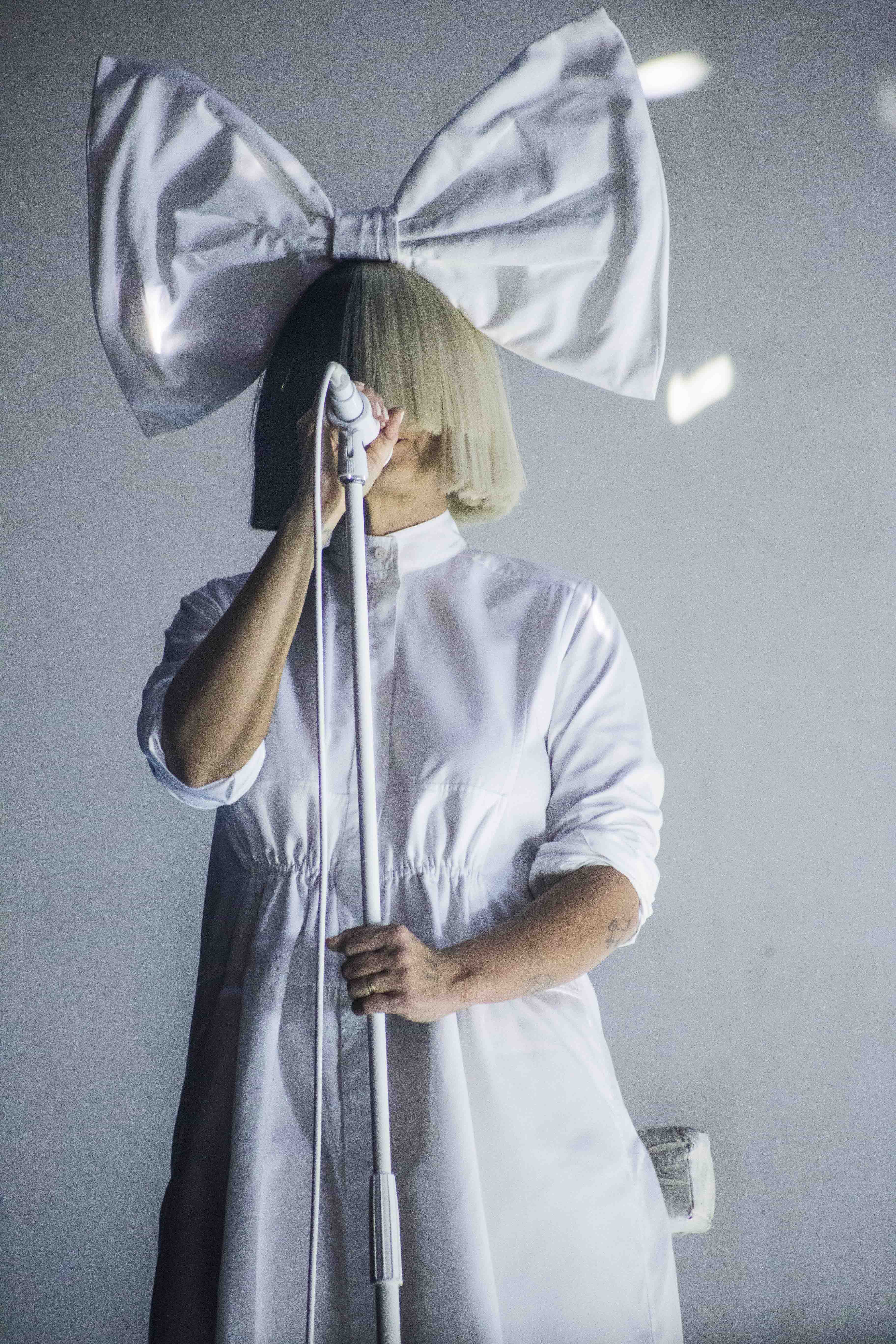
Сиа в 2016 году

Седьмой альбом Сии This Is Acting вышел 29 января 2016 года с песнями, предназначавшимися для других исполнителей, но по какой-то причине отвергнутыми. В начале августа 2016 года 40-летняя певица впервые возглавила американские чарты (с синглом Cheap Thrills). Когда это произошло, Сиа находилась в Москве, где дала первый европейский концерт своего турне в поддержку альбома This Is Acting.
6 сентября 2016 года Сиа Ферлер выпустила новый сингл «The Greatest» (при участии вокала американского рэпера Кендрика Ламара). Видео вышло в тот же день и при участии танцовщицы Мэдди Зиглер. Этот трек стал лид-синглом и началом новой эры.

### 2017—настоящее время:Everyday is ChristmasиLSD
В 2017 году Сиа перешла из RCA в Atlantic Records. Она выпустила новый рождественский альбом Everyday is Christmas на Atlantic и Monkey Puzzle 17 ноября 2017 года. В альбоме представлены оригинальные песни, которые записаны совместно с Kurstin. Сиа продвигала этот альбом, выпустив сингл «Santa’s Coming For Us» и трек «Snowman», которые она исполнила во время финала 13-го сезона The Voice и The Ellen DeGeneres Show вместе с Зиглер.
В 2018 году Сиа совместно с английским музыкантом Labrinth и американским диджеем/продюсером Diplo под именем LSD выпустили четыре песни.
В 2018 году 1 ноября Сиа выпустила переиздание альбома Everyday Is Christmas с тремя бонусными треками: «Round and Round», «Sing for my life», «My old Santa Claus».
Девятый альбом Сии, Music, был выпущен в феврале 2021 года в связи с выходом её фильма «Мьюзик». Она также планирует выпустить свой десятый альбом Reasonable Woman в 2021 году.

## Личная жизнь
В Лондоне, куда отправилась Сиа с целью продвижения своей музыкальной карьеры, она встретила, по её словам, свою «первую и настоящую любовь» по имени Дэн. Пара путешествовала по Европе. Сиа остановилась в Таиланде, а Дэн отправился в Лондон. Но за неделю до прибытия Сии в Лондон Дэна сбила машина. Сиа успела только на похороны. После того происшествия Сиа была вынуждена прожить следующие четыре года в Лондоне в трёхкомнатной квартире Дэна вместе с 13 австралийцами, его друзьями, которые согласились выделить ей место. В их компании Сиа начала употреблять алкоголь и наркотики. В 2004 году, после записи композиции «Breathe Me», Сиа пережила нервный срыв, после чего прошла полный курс терапии. В интервью Сиа рассказала о своём состоянии: 

Я чувствовала себя ужасно после смерти Дэна. Я ничего не могла чувствовать. Была цель, я любила… После этого я ничего не могла чувствовать, на самом деле…
В 2008 Сиа рассказала о своей бисексуальности:

«Я никогда этого не скрывала. Люди подняли шумиху по этому поводу, потому что я только сейчас достигла успеха».
Она была включена в список открыто бисексуальных эстрадных исполнителей в июне 2009 года. В 2009 она также была признана одной из самых влиятельных ЛГБТ-представителей Австралии. Встречалась с девушкой по имени JD Samson из группы Le Tigre. А в июне 2010 года Сиа сообщила, что мечтает заключить с ней брак. Позже пара рассталась.
В 2010 году Сиа сообщила на своём официальном сайте, что страдает диффузным токсическим зобом. Чуть позднее, в том же году, она сообщила, что её здоровье улучшается благодаря отдыху и тироидно-суппресивной терапии.
4 июня 2014 года на красной ковровой дорожке в Нью-Йорке на Wayuu Taya Gala Сиа появилась с неизвестным мужчиной. Она заявила, что обручена с ним. Позже стало известно его имя: это был американский кинорежиссёр Эрик Андерс Лэнг. 2 августа 2014 года пара поженилась. 30 декабря 2016 года Сиа подала на развод с Лэнгом.
4 октября 2019 года Сиа призналась, что страдает от хронической боли и синдрома Элерса — Данлоса.
В 2019 году Сиа стала приёмной матерью двух 18-летних сыновей.
В 2020 году Сиа стала бабушкой после того, как у её младшего сына родилось двое детей.
В декабре 2022 года Сиа вышла замуж за Дэна Бернада в Портофино. 27 марта 2024 года у них родился сын — Сомерсолт Уандер Бернад. 19 марта 2025 года Сиа подала на развод с Бернадом.

## Активизм
Сиа, являясь абсолютной веганкой, снялась со своей собакой Пантерой для организации PETA Australia в рекламе, призывающей любителей животных к стерилизации и кастрации своих питомцев. Также, она присоединилась к другим известным личностям, участвующим в кампании за «Закон Оскара» в знак протеста против массового разведения домашних животных. В числе сторонников кампании такие австралийские певцы как Джон Стивенс и Пол Демпси, а также певицы Рейчел Ликар и Мисси Хиггинс. Кроме того, Сиа поддержала Beagle Freedom Project (проект по освобождению собак, используемых для проведения опытов) и 9 сентября 2013 года выступила с песней I’m in Here на BFP Gala 2013. Во время своего тура 2016 года Nostalgic for the Present Tour певица сотрудничала c различными организациями по освобождению животных, чтобы проводить выставки для раздачи спасённых животных на всех своих концертах. В 2016 году Сиа была номинирована на премию «Либби» в категории «Лучший голос животных». Также, она поддерживает ЛГБТ-сообщество — клип на её сингл 2016 года The Greatest посвящён 49 погибшим во время теракта в Орландо.

## Дискография

### Студийные альбомы
| Альбом                                                                                       | Дата релиза     | Максимальная позиция в чартах | Максимальная позиция в чартах | Максимальная позиция в чартах | Максимальная позиция в чартах | Максимальная позиция в чартах | Максимальная позиция в чартах | Максимальная позиция в чартах | Максимальная позиция в чартах | Максимальная позиция в чартах | Максимальная позиция в чартах | Максимальная позиция в чартах | Максимальная позиция в чартах |
| Альбом                                                                                       | Дата релиза     | AUS                           | BEL (FL)                      | BEL (WA)                      | CAN                           | DEN                           | GER                           | FIN                           | FRA                           | NLD                           | SWI                           | UK                            | US                            |
| -------------------------------------------------------------------------------------------- | --------------- | ----------------------------- | ----------------------------- | ----------------------------- | ----------------------------- | ----------------------------- | ----------------------------- | ----------------------------- | ----------------------------- | ----------------------------- | ----------------------------- | ----------------------------- | ----------------------------- |
| OnlySee                                                                                      | 23 декабря 1997 | —                             | —                             | —                             | —                             | —                             | —                             | —                             | —                             | —                             | —                             | —                             | —                             |
| Healing Is Difficult                                                                         | 9 июля 2001     | 99                            | —                             | —                             | —                             | —                             | —                             | —                             | —                             | —                             | —                             | —                             | —                             |
| Colour the Small One                                                                         | 12 января 2004  | —                             | —                             | —                             | —                             | —                             | —                             | —                             | —                             | —                             | —                             | 180                           | —                             |
| Some People Have Real Problems                                                               | 8 января 2008   | 41                            | 83                            | 52                            | —                             | —                             | —                             | —                             | 58                            | 83                            | —                             | 106                           | 26                            |
| We Are Born                                                                                  | 18 июня 2010    | 2                             | 80                            | 42                            | 60                            | 14                            | 73                            | 24                            | 42                            | 13                            | 38                            | 74                            | 37                            |
| 1000 Forms of Fear                                                                           | 4 июля 2014     | 1                             | 34                            | 10                            | 1                             | 5                             | 30                            | 9                             | 8                             | 22                            | 4                             | 11                            | 1                             |
| This Is Acting                                                                               | 29 января 2016  | 1                             | —                             | —                             | —                             | —                             | —                             | —                             | —                             | —                             | —                             | 3                             | 4                             |
| Everyday Is Christmas                                                                        | 17 ноября 2017  | 7                             | —                             | —                             | —                             | —                             | —                             | —                             | —                             | —                             | —                             | 39                            | 27                            |
| Music: Songs from and Inspired by the Motion Picture                                         | 12 февраля 2021 | —                             | —                             | —                             | —                             | —                             | —                             | —                             | —                             | —                             | —                             | —                             | —                             |
| Reasonable Woman                                                                             | 3 мая 2024      | TBA                           | TBA                           | TBA                           | TBA                           | TBA                           | TBA                           | TBA                           | TBA                           | TBA                           | TBA                           | TBA                           | TBA                           |
| В составе группы «LSD»                                                                       |                 |                               |                               |                               |                               |                               |                               |                               |                               |                               |                               |                               |                               |
| Labrinth, Sia & Diplo Present… LSD                                                           | 12 апреля 2019  | 49                            | 72                            | —                             | —                             | —                             | 49                            | —                             | —                             | 16                            | —                             | 44                            | 70                            |
| »—" указывает альбомы, которые не участвовали в чартах или не были выпущены в данной стране. |                 |                               |                               |                               |                               |                               |                               |                               |                               |                               |                               |                               |                               |

### Альбомы Live
- Lady Croissant (2007)
- «Live — The We Meaning You Tour: Копенгаген 12.05.2010» (2010)
- «Live — The We Meaning You Tour: Лондон 27.05.2010» (ограниченный выпуск) (2010)
- «iTunes Live from Sydney 03. 04. 2007» (2009)
- «iTunes Live — ARIA Concert Series 11. 05. 2010» (2010)

### Синглы
| Год                                                                                 | Песня                                           | Максимальная позиция в чартах | Максимальная позиция в чартах | Максимальная позиция в чартах | Максимальная позиция в чартах | Максимальная позиция в чартах | Максимальная позиция в чартах | Максимальная позиция в чартах | Максимальная позиция в чартах | Альбом                             |
| Год                                                                                 | Песня                                           | AUS                           | BEL (FL)                      | BEL (WA)                      | NLD                           | SPA                           | SWI                           | UK                            | US D/CP                       | Альбом                             |
| ----------------------------------------------------------------------------------- | ----------------------------------------------- | ----------------------------- | ----------------------------- | ----------------------------- | ----------------------------- | ----------------------------- | ----------------------------- | ----------------------------- | ----------------------------- | ---------------------------------- |
| 2000                                                                                | «Taken for Granted»                             | 100                           | —                             | —                             | —                             | —                             | —                             | 10                            | —                             | Healing Is Difficult               |
| 2000                                                                                | «Little Man»                                    | —                             | —                             | —                             | —                             | —                             | —                             | 85                            | —                             | Healing Is Difficult               |
| 2001                                                                                | «Drink to Get Drunk» (Different Gear vs. Sia)   | —                             | 55                            | —                             | 85                            | —                             | —                             | 91                            | —                             | Healing Is Difficult               |
| 2004                                                                                | «Don’t Bring Me Down»                           | —                             | —                             | —                             | —                             | —                             | —                             | —                             | —                             | Colour the Small One               |
| 2004                                                                                | «Breathe Me»                                    | —                             | —                             | —                             | —                             | —                             | —                             | 71                            | —                             | Colour the Small One               |
| 2004                                                                                | «Where I Belong»                                | —                             | —                             | —                             | —                             | —                             | —                             | 85                            | —                             | Colour the Small One               |
| 2005                                                                                | «Numb»                                          | —                             | —                             | —                             | —                             | —                             | —                             | —                             | —                             | Colour the Small One               |
| 2007                                                                                | «Day Too Soon»                                  | —                             | —                             | —                             | —                             | —                             | —                             | —                             | 24                            | Some People Have Real Problems     |
| 2008                                                                                | «The Girl You Lost (To Cocaine)»                | —                             | —                             | —                             | 11                            | 12                            | —                             | —                             | 8                             | Some People Have Real Problems     |
| 2008                                                                                | «Soon We’ll Be Found»                           | 87                            | 67                            | 63                            | —                             | —                             | —                             | 94                            | —                             | Some People Have Real Problems     |
| 2008                                                                                | «Buttons»                                       | 67                            | 66                            | —                             | —                             | —                             | —                             | —                             | —                             | Some People Have Real Problems     |
| 2009                                                                                | «You’ve Changed»                                | 31                            | —                             | —                             | 95                            | —                             | —                             | —                             | 47                            | We Are Born                        |
| 2010                                                                                | «Clap Your Hands»                               | 17                            | 58                            | 12                            | 10                            | —                             | 27                            | —                             | 28                            | We Are Born                        |
| 2010                                                                                | «Bring Night»                                   | 99                            | —                             | —                             | —                             | —                             | —                             | —                             | —                             | We Are Born                        |
| 2010                                                                                | «I’m in Here»                                   | —                             | —                             | —                             | —                             | —                             | —                             | —                             | —                             | We Are Born                        |
| 2014                                                                                | «Chandelier»                                    | 2                             | 8                             | 2                             | 27                            | 3                             | 2                             | 6                             | 1                             | 1000 Forms of Fear                 |
| 2014                                                                                | «Big Girls Cry»                                 | 16                            | 54                            | 29                            | —                             | —                             | —                             | 77                            | 3                             | 1000 Forms of Fear                 |
| 2015                                                                                | «Elastic Heart»                                 | 5                             | 35                            | 16                            | —                             | 7                             | —                             | 10                            | 1                             | 1000 Forms of Fear                 |
| 2015                                                                                | «Fire Meet Gasoline»                            | 60                            | 12                            | 4                             | —                             | —                             | 47                            | 193                           | —                             | 1000 Forms of Fear                 |
| 2015                                                                                | «Alive»                                         | 10                            | 49                            | 2                             | —                             | 21                            | 30                            | 30                            | 28                            | This Is Acting                     |
| 2016                                                                                | «Cheap Thrills»                                 | 1                             | 36                            | 38                            | 13                            | —                             | 5                             | 2                             | 1                             | This Is Acting                     |
| 2016                                                                                | «The Greatest»                                  | 2                             | —                             | —                             | —                             | —                             | —                             | 5                             | 18                            | This Is Acting                     |
| 2017                                                                                | «Move Your Body»                                | 34                            | —                             | —                             | —                             | —                             | —                             | 59                            | —                             | This Is Acting                     |
| 2017                                                                                | «Reaper»                                        | 89                            | —                             | —                             | —                             | —                             | —                             | 82                            | —                             | This Is Acting                     |
| 2017                                                                                | «Santa’s Coming for Us»                         | —                             | —                             | —                             | —                             | —                             | —                             | 17                            | —                             | Everyday Is Christmas              |
| 2017                                                                                | «Snowman»                                       | —                             | —                             | —                             | —                             | —                             | —                             | —                             | —                             | Everyday Is Christmas              |
| 2018                                                                                | «I’m Still Here»                                | —                             | —                             | —                             | —                             | —                             | —                             | —                             | —                             | Music (Japanese Edition)           |
| 2018                                                                                | «Genius»                                        | —                             | —                             | —                             | —                             | —                             | 84                            | 72                            | —                             | Labrinth, Sia & Diplo Present… LSD |
| 2018                                                                                | «Audio»                                         | 91                            | —                             | —                             | —                             | —                             | 75                            | —                             | —                             | Labrinth, Sia & Diplo Present… LSD |
| 2018                                                                                | »Thunderclouds"                                 | 69                            | —                             | —                             | —                             | —                             | 38                            | 17                            | 67                            | Labrinth, Sia & Diplo Present… LSD |
| 2018                                                                                | «Mountains»                                     | —                             | —                             | —                             | —                             | —                             | —                             | —                             | —                             | Labrinth, Sia & Diplo Present… LSD |
| 2019                                                                                | »No New Friends"                                | —                             | —                             | —                             | —                             | —                             | —                             | —                             | —                             | Labrinth, Sia & Diplo Present… LSD |
| 2020                                                                                | «Saved My Life»                                 | —                             | —                             | —                             | —                             | —                             | —                             | —                             | —                             | Music                              |
| 2020                                                                                | «Together»                                      | 27                            | —                             | —                             | —                             | —                             | —                             | 96                            | —                             | Music                              |
| 2020                                                                                | «Let’s Love» (совм. с David Guetta)             | —                             | —                             | —                             | —                             | —                             | —                             | 53                            | —                             | без альбома                        |
| 2020                                                                                | «Courage To Change»                             | —                             | —                             | —                             | —                             | —                             | —                             | —                             | —                             | Music                              |
| 2020                                                                                | «Hey Boy»                                       | —                             | —                             | —                             | —                             | —                             | —                             | —                             | —                             | Music                              |
| 2021                                                                                | «Floating Through Space» (совм. с David Guetta) | —                             | —                             | —                             | —                             | —                             | —                             | —                             | —                             | Music                              |
| 2022                                                                                | «Unstoppable»                                   | 115                           | —                             | —                             | —                             | —                             | —                             | —                             | 28                            | This Is Acting                     |
| 2023                                                                                | «Gimme Love»                                    | —                             | —                             | —                             | —                             | —                             | —                             | —                             | —                             | Reasonable Woman                   |
| 2024                                                                                | «Dance Alone» (совм. с Kylie Minogue)           | —                             | —                             | —                             | —                             | —                             | —                             | 60                            | —                             | Reasonable Woman                   |
| «—» обозначает произведения, не вошедшие в чарты или не выходившие в данной стране. |                                                 |                               |                               |                               |                               |                               |                               |                               |                               |                                    |

### Саундтреки
- «Elastic Heart» (при участии The Weeknd & Diplo) — саундтрек-версия песни к фильму Голодные игры: И вспыхнет пламя (2013)
- «Kill And Run» — саундтрек к фильму Великий Гэтсби (2013)
- «You’re Never Fully Dressed Without A Smile» — саундтрек к фильму-мюзиклу Энни (2014)
- «Salted Wound» — саундтрек к фильму Пятьдесят оттенков серого (2015)
- «My Love» — саундтрек к фильму Сумерки. Сага. Затмение (2015)
- «California Dreamin'» — саундтрек к фильму Разлом Сан-Андреас (2015)
- «Waving Goodbye» — саундтрек к фильму Неоновый демон (2016)
- «Unforgettable» — саундтрек к мультфильму В поисках Дори (2016)
- «Suitcase» — саундтрек к мультфильму Балерина (2016)
- «Blackbird» — саундтрек к мультсериалу Бит Багз (2016)
- «Satisfied» (при участии Miguel & Queen Latifah) — саундтрек к бродвейскому мюзиклу Гамильтон (2016)
- «Never Give Up» — саундтрек к фильму Лев (2016)
- «Angel by the Wings» — саундтрек к фильму Орлиная охота[англ.] (2016)
- «Balladino» — саундтрек к мультфильму Распрекрасный принц (2017)
- «To Be Human» (при участии Labrinth) — саундтрек к фильму Чудо-женщина (2017)
- «Rainbow» — саундтрек к мультфильму My Little Pony в кино (2017)
- «Helium» (при участии Давида Гетты и Afrojack) и сольная версия — саундтрек к фильму На пятьдесят оттенков темнее (2018)
- «Here I Am» (совместно с Долли Партон) — саундтрек к фильму Пышка[англ.] (2018)
- «Deer In Headlights» — саундтрек к фильму Пятьдесят оттенков свободы (2018)
- «Magic» — саундтрек к фильму Излом времени (2018)
- «Original» — саундтрек к фильму Удивительное путешествие доктора Дулиттла (2020)

### Совместные работы / дуэты
- «Tell Me A Little Bit More» — Jesse Flavel
- «Some Kind of Love Song» — Friendly — Akimbo (содержит оригинальную песню Сии «Mad Love») (1999)
- «Bigger Better Deal» — Desert Eagle Discs (2004)
- «Paranoid Android» — Exit Music: Songs with Radio Heads (Radiohead cover) (2006)
- «I’ll Forget You» — Lior[англ.] — Corner of an Endless Road (2008)
- «How Deep Is Your Love» — The Bird and the Bee’s — Please Clap Your Hands (Bee Gees cover) (2008)
- Backing vocals on «Carol Brown» — Flight Of The Conchords’s — I Told You I Was Freaky (2009)
- «Wicked Game» — Peter Jöback — East Side Stories (2009)
- «Never So Big» — David Byrne и Fatboy Slim — Here Lies Love (2010)
- «Sweet One» — Katie Noonan[англ.] — Emperor Box (2010)
- «I Love It» — Hilltop Hoods[англ.] — Drinking from the Sun (2011)
- «Titanium» — David Guetta — Nothing But The Beat (2011)
- «Dragging You Around» — Greg Laswell[англ.] — Landline (2012)
- «Wild Ones» — Flo Rida — Wild Ones (2012)
- «Wild Ones Two» — Jack Back, David Guetta, Nicky Romero — Nothing But The Beat 2.0 (2012)
- «She Wolf (Falling To Pieces)» — David Guetta — Nothing But The Beat 2.0 (2012)
- «Elastic Heart» — The Weeknd & Diplo — The Hunger Games: Catching Fire Original Motion Picture Soundtrack (2013)
- «Dim The Lights» — Creep — Echoes (2013)
- «Beautiful Pain» — Eminem — The Marshall Mathers LP 2 (2013)
- «Battle Cry» — Angel Haze[англ.] — Dirty Gold (2014)
- «Guts Over Fear» — Eminem — Shady XV (2014)
- «The Whisperer» — David Guetta — Listen (2014)
- «Moonquake Lake» — Beck — Annie Soundtrack (2014)
- «Déjà Vu» — Giorgio Moroder — Déjà Vu (2015)
- «Golden» — Travie McCoy — Rough Water (2015)
- «Bang My Head» — David Guetta & Fetty Wap — Listen Again (2015)
- «Wolves» — Kanye West & Vic Mensa — The Life of Pablo (2015)
- «Living Out Loud» — Brooke Candy — Daddy Issues (2016)
- «Cheap Thrills» — Sean Paul — This Is Acting (2016)
- «The Greatest» — Kendrick Lamar — This Is Acting (2016)
- «Waterfall» — Stargate & Pink (2017)
- «Dusk Till Dawn» — Zayn — Icarus Falls (2017)
- «Flames» — David Guetta — 7 (2018)
- «The Day That You Moved On» — TXQ — Global Intimacy (2018)
- «That’s Life» — 88-Keys & Mac Miller (2019)
- «On» — BTS — Map of the Soul: 7 (2020)
- «Exhale» — Kenzie (2020)
- «Let’s Love» — David Guetta (2020)
- «Cold» — Leslie Odom Jr. (2020)
- «Del Mar» — Ozuna & Doja Cat — ENOC (2020)

### Неизданные / демо
- «Bye Bye Bye» (неизданная)
- «The Corner» (неизданная)
- «Beautiful People Say» (демо)
- «Born Yesterday» (демо)
- «Flowers» (неизданная)
- «This Shit» (неизданная)
- «Loved Me Back To Life» (демо)
- «Perfume» (кавер)
- «Blinded By Love» (неизданная)
- «Joy I Call Life» (неизданная)
- «Freeze You Out» (демо)
- «Red Handed» (демо)
- «Making The Most Of The Night» (демо)
- «My Arena» (неизданная)
- «One Candle» (неизданная)
- «Black & Blue» (неизданная)
- «Life Jacket» (неизданная)
- «Hologram» (неизданная)

### Совместно с Zero 7
| Год                                                                           | Песня               | UK  | Альбом        |
| ----------------------------------------------------------------------------- | ------------------- | --- | ------------- |
| 2001                                                                          | «Destiny»           | 30  | Simple Things |
| 2002                                                                          | «Distractions»      | 45  | Simple Things |
| 2004                                                                          | «Somersault»        | 56  | When It Falls |
| 2006                                                                          | «Throw It All Away» | —   | The Garden    |
| 2006                                                                          | «You’re My Flame»   | 103 | The Garden    |
| «—» denotes singles that did not chart or were not released in given country. |                     |     |               |

### Остальные произведения
| Год  | Песня                                        | AUS | Альбом                         |
| ---- | -------------------------------------------- | --- | ------------------------------ |
| 2010 | «I Go to Sleep» (В альбоме группы The Kinks) | 32  | Some People Have Real Problems |

### DVD
- TV Is My Parent (2009)

## Награды и номинации
Grammy Awards
| Год  | Получатель                       | Номинация                       | Результат    |
| ---- | -------------------------------- | ------------------------------- | ------------ |
| 2013 | «Wild Ones» (Flo Rida feat. Sia) | «Лучший рэп-дуэт»               | Номинирована |
| 2015 | «Chandelier» (Sia)               | «Трек года»                     | Номинирована |
| 2015 | «Chandelier» (Sia)               | «Песня года»                    | Номинирована |
| 2015 | «Chandelier» (Sia)               | «Лучшее сольное поп-исполнение» | Номинирована |
| 2015 | «Chandelier» (Sia)               | «Лучший клип»                   | Номинирована |

APRA Awards
| Год  | Получатель                          | Номинация                  | Результат    |
| ---- | ----------------------------------- | -------------------------- | ------------ |
| 2002 | Сиа Ферлер                          | «Прорыв композитора года»  | Выиграна     |
| 2011 | «Clap Your Hands»                   | «Песня года»               | Номинирована |
| 2012 | «Titanium» (David Guetta feat. Sia) | «Танцевальная работа года» | Номинирована |
| 2014 | «Сиа Ферлер»                        | «Автор песен года»         | Выиграна     |

ARIA Awards
| Год  | Получатель        | Номинация                  | Результат    |
| ---- | ----------------- | -------------------------- | ------------ |
| 2009 | TV Is My Parent   | «Лучшее музыкальное DVD»   | Выиграна     |
| 2010 | We Are Born       | «Альбом года»              | Номинирована |
| 2010 | Сиа Ферлер        | «Лучшая исполнительница»   | Номинирована |
| 2010 | We Are Born       | «Лучший независимый релиз» | Выиграна     |
| 2010 | We Are Born       | «Лучший поп-релиз»         | Выиграна     |
| 2010 | «Clap Your Hands» | «Песня года»               | Номинирована |
| 2010 | «Clap Your Hands» | «Лучшее музыкальное видео» | Выиграна     |

MTV Video Music Awards
| Год  | Получатель                     | Номинация                   | Результат    |
| ---- | ------------------------------ | --------------------------- | ------------ |
| 2014 | Chandelier                     | «Лучшее музыкальное видео»  | Номинирована |
| 2014 | Chandelier                     | «Лучшая хореография»        | Выиграна     |
| 2014 | Battle Cry (Angel Haze ft Sia) | «Лучшее видео с подтекстом» | Номинирована |
| 2015 | Elastic Heart                  | «Лучшее женское видео»      | Номинирована |

Номинация на премию «Золотой Глобус» в категории «Лучшая песня» с композицией «Bound To You», которая была записана Кристиной Агилерой для саундтрека к фильму «Бурлеск».
Номинация на премию «Золотой Глобус» в категории «Лучшая песня» с композицией «Opportunity», которая была записана в качестве саундтрека к комедийному мюзиклу «Энни».

## Фильмография
| Год  | Название              | Роль                        |
| ---- | --------------------- | --------------------------- |
| 1997 | Домой и в путь        | певица Сиа на свадьбе       |
| 2005 | Джим с Пиккадилли     | певица в баре Нью-Йорка     |
| 2014 | Энни                  | волонтёр                    |
| 2015 | Очевидное             | блуждающий прохожий         |
| 2017 | My Little Pony в кино | Серенада Сонгбёрд (озвучка) |
| 2019 | Распрекрасный принц   | Полуоракула (озвучка)       |